# Eugen von Puttkamer
Eugen von Puttkamer (né le 12 octobre 1800 à Zemlin et mort le 17 avril 1874 à Lübben) est un avocat et homme politique prussien.

## Biographie

### Origine
Eugen von Puttkamer est membre de la famille noble Puttkamer. Il est un fils de l'administrateur d'arrondissement Lorenz Friedrich von Puttkamer (de) (1741-1814) et de sa deuxième épouse Eleonore Moldenhauer (1764-1838) . Son frère aîné Albert von Puttkamer (1797-1861) devient administrateur des arrondissements de Czarnikau et Samter dans la province de Posnanie et de 1859 à 1861 membre de la Chambre des représentants de Prusse.

### Carrière
Après avoir étudié au lycée de Berlin et étudié le droit à partir de 1817 à Berlin et Heidelberg, il est un volontaire d'un an dans l'armée. En 1822, il devient avocat stagiaire à la Cour suprême de Berlin. En 1825, il est nommé assesseur et transféré au tribunal régional supérieur de Francfort-sur-l'Oder. En 1830, il devient ouvrier non qualifié au ministère des Finances, en 1831 juge d'appel à Marienwerder puis à Stettin . En 1836, il entre dans le service administratif et devient administrateur de l'arrondissement de Randow (de). En outre, il est conseiller régional du département de Poméranie-Occidentale (de) et co-conservateur de la banque royale pour la Poméranie. En 1839, il déménage au bureau du chef de la police de Berlin. Lorsqu'il quitte ce poste le 27 avril 1847, von Puttkamer est fait citoyen d'honneur de Berlin (de). Le prix suscite des protestations publiques.
En 1847, il devient président du district de Francfort. En avril 1848, il reçoit le titre de conseiller du gouvernement supérieur secret. Il devient directeur ministériel au ministère de l'Intérieur et est brièvement responsable de son administration à la fin de 1848. En 1851/52, il est membre de la Chambre des représentants de Prusse et de 1851 à 1860, il est haut président de la province de Posnanie et président du district. En 1861, il prend sa retraite.

### Mariages et progéniture
Eugen von Puttkamer est marié avec Emilie von Zitzewitz (1803-1852). Le mariage a cinq enfants:
- Richard von Puttkamer (1826-1898), administrateur d'arrondissement prussien
- Robert von Puttkamer (1828-1900), ministre prussien de l'intérieur, membre de la chambre des seigneurs de Prusse
- Bernhard von Puttkamer (1838-1906), homme politique prussien, membre de la chambre des représentants de Prusse
- Jesco von Puttkamer (1841-1918), président du district prussien, membre de la chambre des représentants de Prusse et la chambre des seigneurs de Prusse
- Elisabeth von Puttkamer (né en 1841) mariée à Bernhard von Puttkamer (1825-1904), major général prussien, membre de la chambre des seigneurs de Prusse

Après la mort de sa première femme, il se marie le 8 avril 1856 à Samter avec sa nièce Sidonie Emilie Johann von Puttkamer (1824-1912), fille de son frère Albert von Puttkamer.

## Honneurs
Puttkamerstraße porte son nom dans le quartier berlinois de Friedrichshain-Kreuzberg.